# Khardūng La
Khardūng La är ett bergspass i Indien.   Det ligger i unionsterritoriet Ladakh, i den norra delen av landet, 600 km norr om huvudstaden New Delhi. Khardūng La ligger 5 359 meter över havet.
Terrängen runt Khardūng La är bergig västerut, men österut är den kuperad. Khardūng La ligger uppe på en höjd.  Trakten runt Khardūng La är nära nog obefolkad, med mindre än två invånare per kvadratkilometer. Närmaste större samhälle är Leh, 12,4 km söder om Khardūng La. Trakten runt Khardūng La är ofruktbar med lite eller ingen växtlighet.
Historiskt så förband rutten över Khardung La till Yarkhand och Kashgar på Sidenvägen. Idag är den en försörjningsled för de indiska trupperna på Siachenglaciären.

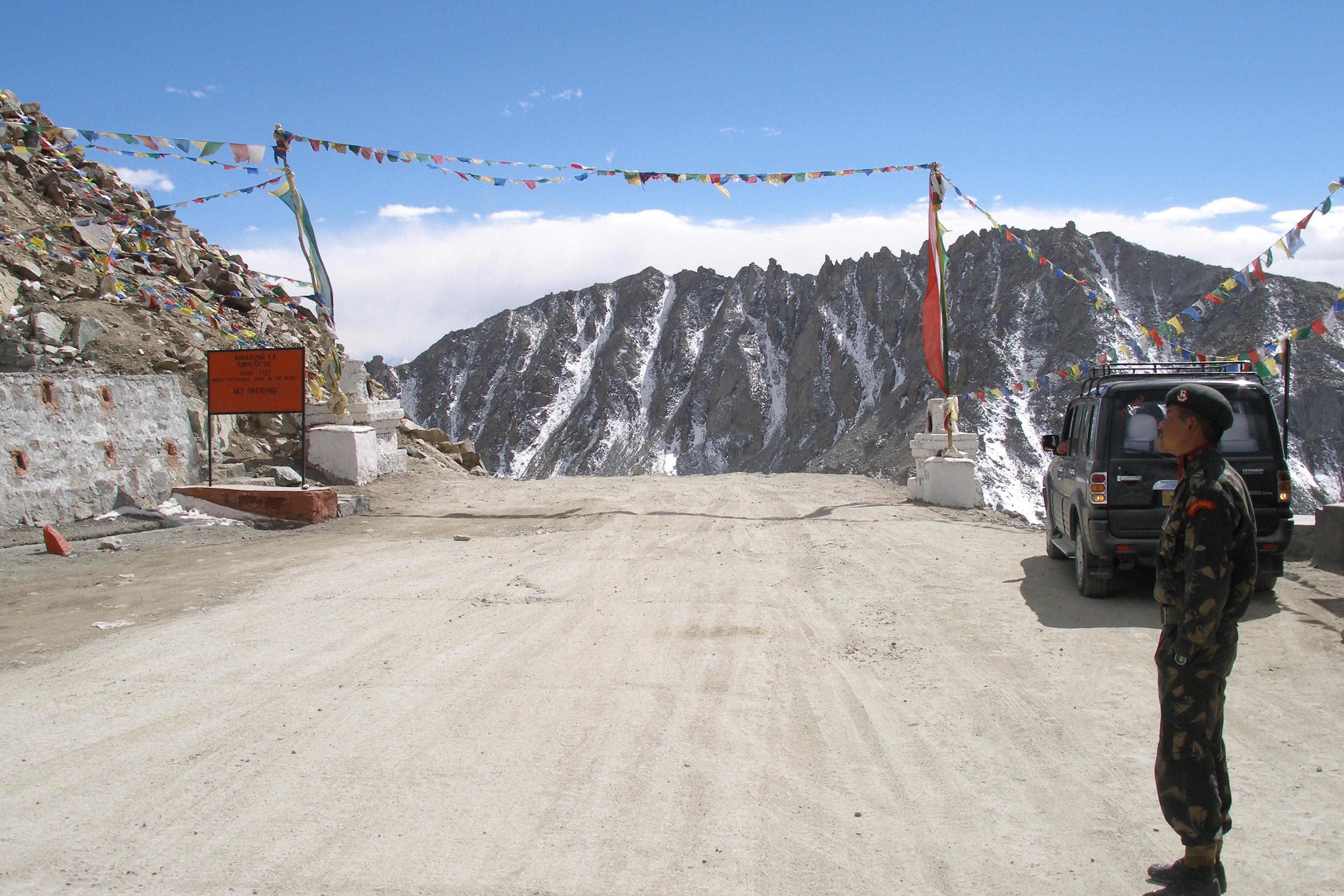
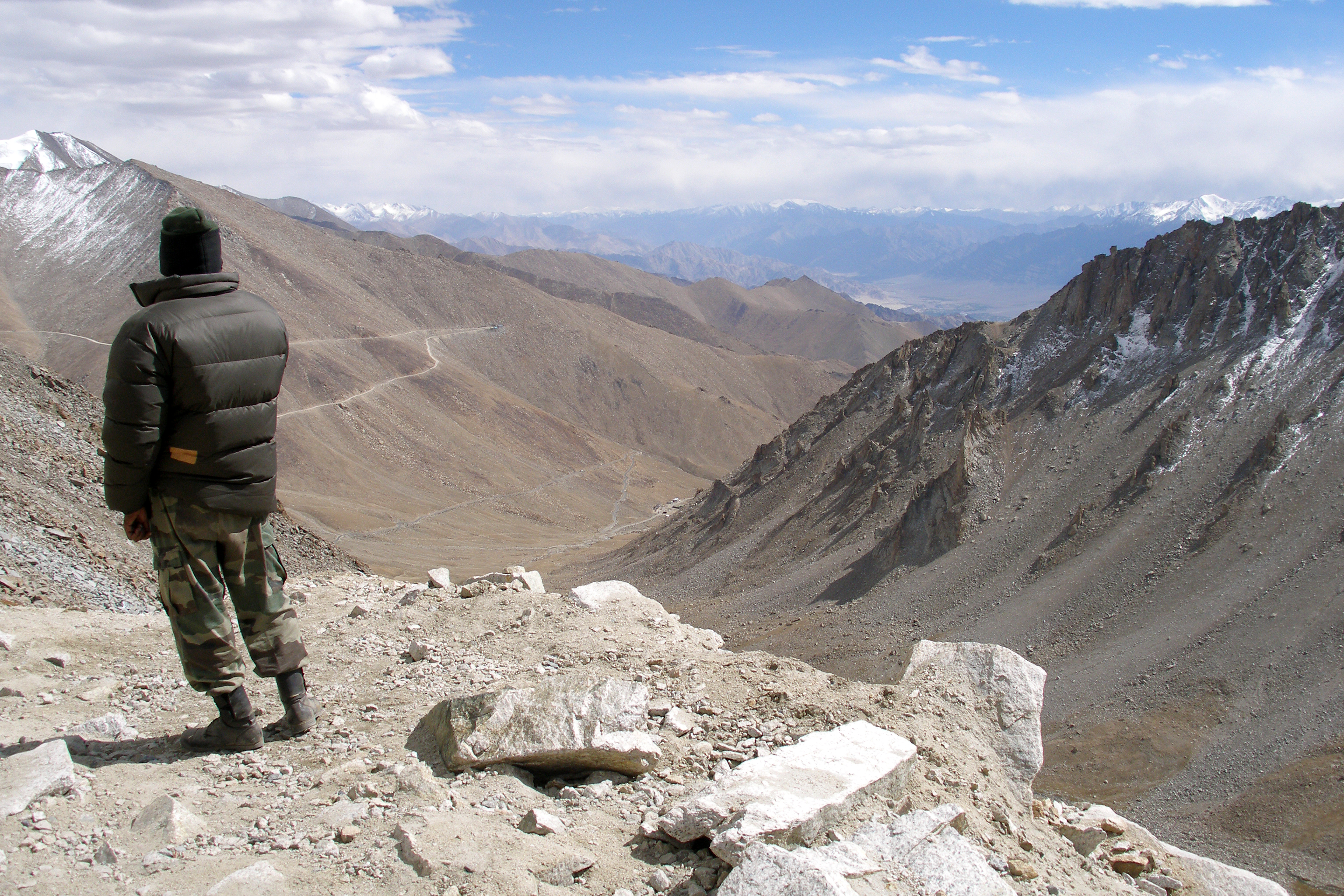
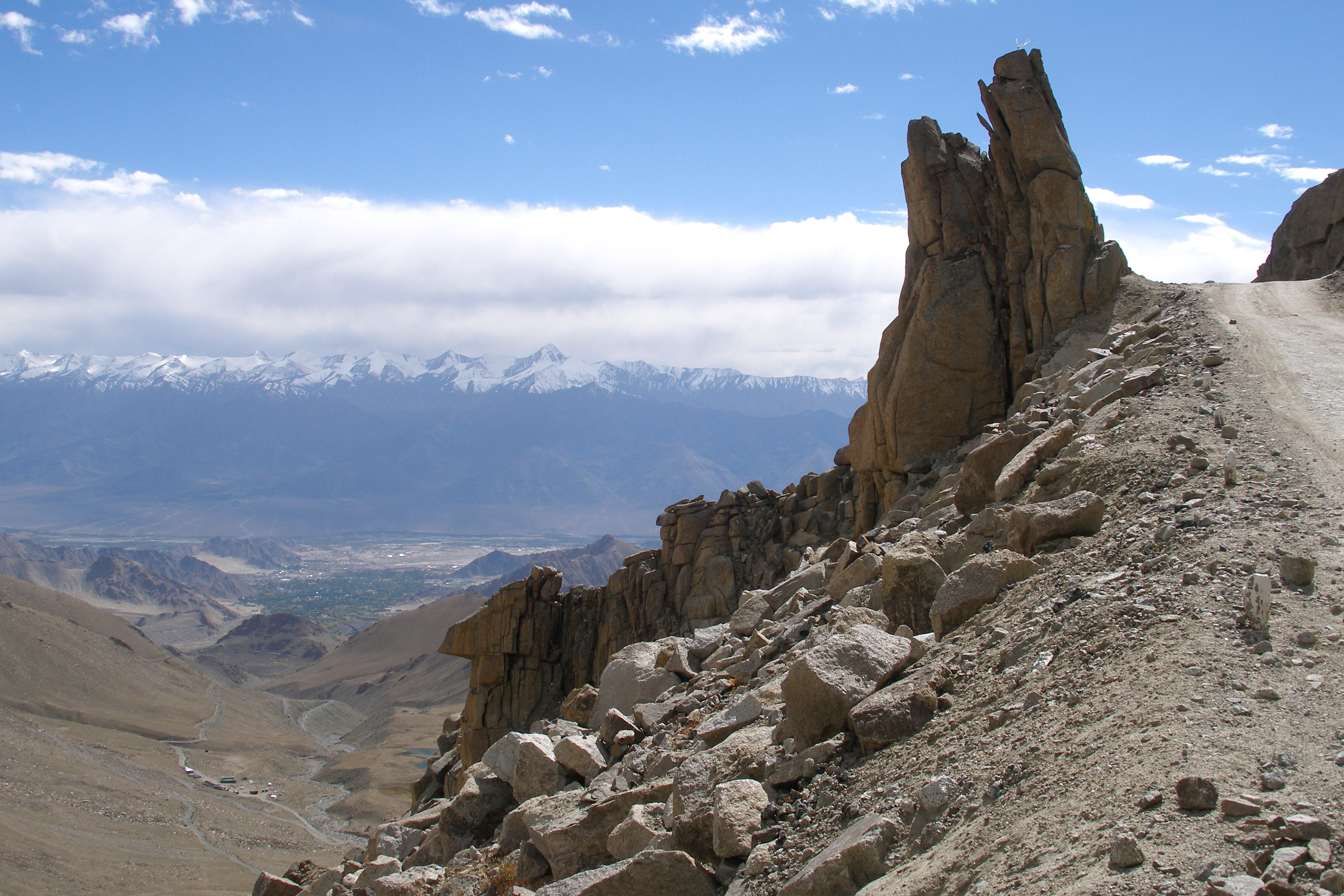